# Сенегальский конституционный референдум (1958)
Конституционный референдум в Сенегале прошёл 28 сентября 1958 года в рамках французского конституционного референдума, проводившегося по всему Французскому союзу. По новой Французской конституции Сенегал становился частью нового Французского сообщества в случае её одобрения либо независимым государством в случае отклонения. Новая Конституция была одобрена 97,55% голосов избирателей при явке 80,7%.

## Результаты
| Выбор                               | Голоса    | %     |
| ----------------------------------- | --------- | ----- |
| За                                  | 870 362   | 97,55 |
| Против                              | 21 901    | 2,45  |
| Недействительных/пустых бюллетеней  | 1 106     | –     |
| Всего                               | 893 369   | 100   |
| Зарегистрированных избирателей/Явка | 1 106 828 | 80,71 |
| Источник: Direct Democracy          |           |       |